# Vladimir Vermezović
Vladimir Vermezović (in serbo Владимир Вермезовић?; Belgrado, 30 giugno 1963) è un allenatore di calcio ed ex calciatore serbo, di ruolo difensore, tecnico dell'Hatta Club.

## Palmarès

### Giocatore
- Campionati della RSF di Jugoslavia: 3

Partizan Belgrado: 1982-1983, 1985-1986, 1986-1987
- Coppe di RSF Jugoslavia: 1

Partizan Belgrado: 1988-1989

### Allenatore
- Campionato serbomontenegrino: 1

Partizan Belgrado: 2004-2005
- Coppa di Lega sudafricana: 2

Kaizer Chiefs: 2009-2010, 2010-2011
- Coppa del Sudafrica: 1

Orlando Pirates: 2013-2014